# Christian Jakobsen
Christian Jakobsen (Horsens, 27 de agosto de 1971) es un deportista danés que compitió en bádminton.
Ganó dos medallas en el Campeonato Europeo de Bádminton de 1994, plata en la prueba de dobles mixto y bronce en dobles.

## Palmarés internacional
| Campeonato Europeo | Campeonato Europeo       | Campeonato Europeo | Campeonato Europeo |
| Año                | Lugar                    | Medalla            | Prueba             |
| ------------------ | ------------------------ | ------------------ | ------------------ |
| 1994               | Den Bosch (Países Bajos) | Medalla de plata   | Dobles mixto       |
| 1994               | Den Bosch (Países Bajos) | Medalla de bronce  | Dobles             |